# Gabčíkovo
Gabčíkovo (maďarsky Bős, do roku 1948 slovensky Beš) je město na Slovensku, v okrese Dunajská Streda. Poprvé je zmiňováno již v roce 1102. Koncem roku 2018 zde žilo 5 431 obyvatel.
V roce 1948 byla obec přejmenována na počest Jozefa Gabčíka, účastníka operace Anthropoid, který se podílel na atentátu na Reinharda Heydricha.
V roce 2001 měla obec 5 084 obyvatel, z toho 4 598 Maďarů (90,44 %), 417 Slováků (8,20 %), 31 Čechů (0,61 %) a ostatních.
Do katastrálního území Gabčíkovo zasahuje Chráněná krajinná oblast Dunajské luhy.
V současné době je také známé díky nedaleké vodní elektrárně, která je již dlouhou dobu předmětem sporů s Maďarskem.
K 1.1.2016 získalo Gabčíkovo status města.